# Bruno Dietrich
Bruno Dietrich (Düsseldorf, 3 aprile 1939) è un attore tedesco.

## Biografia
Bruno Dietrichs nasce dalla madre Helga Dietrich, nata Jenssen, e dal padre Erich Dietrich. Dopo il ginnasio si diploma alla Max-Reinhardt-Schule für Schauspiel di Berlino. Debutta sul palcoscenico nel 1958 come Masham in Das Glas Wasser al Pikkolokomödie di Wuppertal. Dietrich reciterà successivamente al Stadttheater Bern, alla Hamburger Kammerspiele e al Thalia Theater di Amburgo. 
Tra il 1962 e il 2001 Dietrich come attore assieme a Elmar Wepper in Agentur Alexander a Monaco, in serie televisive come L'ispettore Derrick.

## Filmografia (parziale)
- 1962: Golden Boy
- 1962: Die Revolution entläßt ihre Kinder
- 1962: Terror After Midnight
- 1962: 90 Minuten nach Mitternacht
- 1962: Lambs to the Slaughter
- 1963: Detective Story – Polizeirevier 21
- 1963: Hafenpolizei
- 1963: Mein Bruder Alf
- 1963: Schlachtvieh
- 1964: Die Tote von Beverly Hills
- 1965: Die Gegenprobe
- 1965: Die Herren
- 1965: Es
- 1965: Willkommen in Altamont
- 1966: Guten Abend, Mrs. Sunshine
- 1967: Unbezähmbare Angélique (Indomptable Angélique)
- 1967: Angélique und der Sultan (Angélique et le sultan)
- 1968: Das Kriminalmuseum
- 1968: Kamasutra – Vollendung der Liebe
- 1968: Staatsexamen
- 1968: So eine Liebe
- 1969: Kama Sutra
- 1970: Les enquêteurs associés
- 1970: Die Journalistin
- 1970: Merkwürdige Geschichten (Ein Anruf aus dem Jenseits)
- 1971: Das Feuerwerk
- 1971: Paul Temple (Seltsame Faschingsspiele)
- 1971: Unser Willi ist der Beste
- 1972: Sohn gegen Vater
- 1972: Hamburg Transit
- 1973: Algebra um acht
- 1974: La dernière carte
- 1974: L'ispettore Derrick: Stiftungsfest
- 1974: Der kleine Doktor
- 1974: Spiel im Morgengrauen (La dernière carte) * 1975: Abschiedsparty
- 1975: Der Kommissar
- 1976: Margarete in Aix
- 1975: Mit Rose und Revolver (Les Brigades du Tigre)
- 1977: MS Franziska
- 1978: Spannende Geschichten
- 1978: Gesucht wird …
- 1978: Der Alte – Die Sträflingsfrau
- 1978: Derrick – Der Fotograf
- 1979: Steiner – Das Eiserne Kreuz, 2. Teil
- 1979: Miss
- 1980: Derrick – Zeuge Yurovski
- 1981: I. O. B. – Spezialauftrag
- 1981: Die Laurents
- 1982: Manni, der Libero
- 1984: Bereg
- 1985: Es muß nicht immer Mord sein
- 1985: Bereit zum Mord
- 1986: Der Alte – Der Mord auf Zimmer 49
- 1987–1996: Praxis Bülowbogen
- 1988: Game, Set, Match (Mexico Set: Part 4)
- 1989: Drei Damen vom Grill
- 1990: Zweifelhafte Mitgift (The Price of the Bride)
- 1992: Karriere mit Elefanten
- 1993: Ein Mann am Zug
- 1996: Das Traumschiff: Sydney
- 1997: Küstenwache – Gift
- 1999: SOKO München – Blutige Spur
- 1999: Die Strandclique – Hein darf nicht sterben
- 1999: Die Todesfahrt der MS SeaStar
- 2001: Club der starken Frauen - Die rote Meile – Julia und Romeo